# Eurytoma striatigena
Eurytoma striatigena is een vliesvleugelig insect uit de familie Eurytomidae. De wetenschappelijke naam is voor het eerst geldig gepubliceerd in 1910 door Kieffer.